# 東吳大學法學院

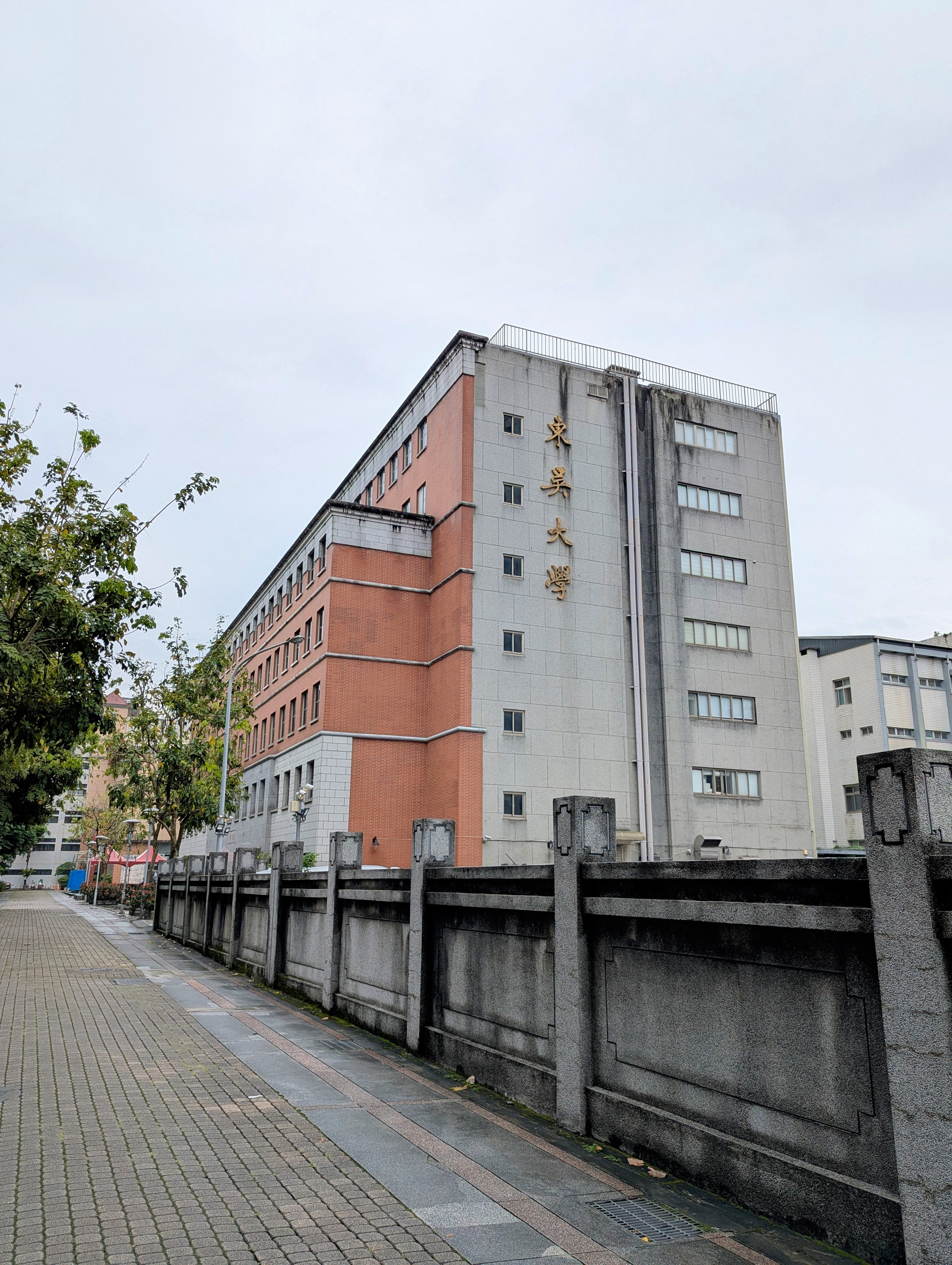
東吳大學城中校區內的崇基樓

東吳大學法學院，是東吳大學位於台灣台北市城中的法學院。前身為東吳大學於1915年在上海崑山路開辦之法科；1927年更名為法學院，致力法律專業教育，課程採本國法及英美法並重，為亞洲第一所比較法學院，積極培育比較法學及國際法人才，享有「北朝陽，南東吳」之令譽。1954年，東吳大學法學院在台復校。

## 歷史沿革

### 中華民國大陸時期
- 1915年，上海崑山路增設法科。
- 1918年，東吳法科第一屆七名學生畢業，獲法學學位。
- 1924年，東吳法科授與最高法院首席法官董康、司法部長王寵惠榮譽博士學位。
- 1927年，法科更名為法學院，聘吳經熊先生為法學院院長。
- 1928年，法學研究所首次頒授法學碩士學位。
- 1929年，東吳大學奉國民政府教育部核准立案，成立法學院。
- 1937年，法學院增設會計學系。第二次中日戰爭爆發，法學院亦遷上海公共租界，假慕爾堂上課。
- 1942年，因太平洋戰爭，日軍進據上海租界，法學院部分遷往重慶，留滬師生則在費青、鄂森先生主持下，借南陽路愛國女子中學校舍開學，改名為「中國比較法學院」。
- 1943年，在江一平、查良鑑先生策劃下，東吳法學院與滬江大學商學院於重慶成立「聯合法商學院」，盛振為先生為校長，而後加入之江大學，為「聯合法商工學院」。
- 1945年，重慶與上海法學院匯合，恢復「東吳大學法學院」之名。
- 1946年，法學院增設司法組。

#### 歷史軼聞
- 錄取資格

法科於1915年創立時，要求在新生資格審查期間，所有被錄取的法學院學生必須是正規中學畢業後並在被認可的學院或大學裡修滿兩年課程的學生。並且，所有申請者都要有運用英語的能力，審查期末還要求申請者具有運用官話（即北京話）的能力。這種做法是效仿美國的法學院的經驗，但不久，美國法學院的入學條件提高了。所以在1924年到1925年的學校招生布告中提出了新的要求：「所有計劃進入法學院、特別是希望到國外繼續研究深造的學生，都必須要在入學前完成文學士課程（或至少三年課程），這是參照於美國著名法學院目前的入學要求。」一個準備就讀法律的學生首先要在東吳大學文理學院修完3年課程，然後再到法學院專攻法律課程，他花6年時間才可以取得文學士和法學士雙學位。這種捆綁式的法學教育是美國著名的法學院校採用的辦學方式，這樣做也大大提高了東吳大學法學院的教學品質。
- 教學方式

東吳大學法學院辦學之初，常規法律課程為每天3小時，從週一至週五，每天下午4點30分到7點30分上課。將課程設在傍晚時分是為了便於兼職的法官和律師來上課。同時，學生也可以利用白天的時間來做一些兼職工作以資助自己。招生布告中說：「辦學的目標就是使他們完全掌握世界主要法律制度的基本原理。辦學的重要目的是培養一代能為中國新的、更好的法律制度作出貢獻的人才。」為了達到此一目的，民法、英美法、中國法三個系統的法律制度課程一並開設。對於學校的辦學計劃，哈佛大學的M. O. 哈德森教授在學校的一次發言中說：「對國內法的教學建立在對英美法及民法進行比較的基礎上，你們學校是我所知的唯一的真正名副其實的比較法學校。」在1920年至1927年這段時間，只有與中國法有關的幾門課程是用漢語教學的，而其他大多數課程都是用英語教學。廣泛的英語訓練使得學生以後能在英國和美國順利完成他們的研究學業。學校在1921年組織了一個實習法庭（模擬法庭），法庭在週六晚上開庭，由學生充當律師、陪審員和證人，從外面請來的律師、法官和本校的一些教師充當法官。輪流演示3套法律程序——中國法庭（漢語）、混合法庭（中、英互譯）與英、美法庭（英語）。東吳大學法學院的教學方式也比較特別，剛開始採用「教科書式」的教學方式。1923年以後，引進了美國法律院校普遍採用的「案例教學法」。大概因為英美法屬案例法，熟悉大量的經典案例是培養成功的法官、檢察官和律師的必備條件。
從1930年代到1990年代，國際法院一共有過6位華籍法官，從顧維鈞開始，到1993年的聯合國前南斯拉夫問題國際刑事法庭法官李浩培，都是東吳法學院的教授或畢業生。另外，在院史上值得一提的是，在1946年東京審判採用的是英美法程序，蔣介石點名從東吳大學取才，其結果是——中國赴遠東軍事法庭的法官、檢察官、顧問等人，幾乎來自東吳大學法學院。負責審理28名甲級日本戰犯的遠東國際軍事法庭（東京審判），開庭計817次，以6票對5票的微弱優勢，將28名甲級戰犯定罪，法庭上中方人員泰半出身於此，包括：向哲濬（檢察官）、倪征𣋉（首席顧問）、桂裕、鄂森（檢察官顧問）、裘劭恆（首任檢察官秘書）、高文彬（翻譯、檢察官秘書）、方福樞、楊壽林（法官秘書）、劉繼盛、鄭魯達（翻譯）。

### 台灣時期
- 1951年，試辦「東吳補習學校」，設有法政科。
- 1954年，東吳大學法學院在台復校，設有法律學系。
- 1958年，法律系改為五年制，修習比較法，以符東吳在大陸時期之體制。
- 1969年，教育部核准恢復完全大學建制，為「私立東吳大學」，設有文理、法、商三學院。
- 1971年，設法律學研究所。
- 1975年，法律學系分比較法學組與司法實務組招生，並增設夜間班。
- 1981年，法學院遷至城中校區。
- 1991年，設法律學研究所博士班；創設法律學研究所碩士班乙組（後更名為法律專業碩士班），招收非主修法律學並具有相當工作經驗之大學畢業生，開法學教育之新紀元。
- 1992年，大學部取消分組課程，回復不分組招生建制。

## 歷任院長
| 任別 | 姓名       | 任期                              |
| ---- | ---------- | --------------------------------- |
| 1    | 蘭金（Charles W. Rankin）   | 1915年－1920年（東吳大學 (蘇州)） |
| 2    | 劉伯穆（W. W. Blume） | 1920年－1927年                    |
| 3    | 吳經熊     | 1927年－1937年                    |
| 4    | 盛振為     | 1941年－1950年                    |
| 4-1  | 楊兆龍     | 1950年－1952年                    |
| 5    | 陳霆銳     | 1954年－1955年（東吳大學 (臺灣)） |
| 6    | 曹文彥     | 1955年－1957年                    |
| 7    | 石超庸     | 1957年－1968年                    |
| 8    | 呂光       | 1968年－1981年                    |
| 9    | 章孝慈     | 1981年－1989年                    |
| 10   | 成永裕     | 1989年－1993年                    |
| 11   | 陳澤祥     | 1993年－1995年                    |
| 12   | 程家瑞     | 1995年－2000年                    |
| 13   | 楊楨       | 2000年－2003年                    |
| 14   | 潘維大     | 2003年－2009年                    |
| 15   | 楊奕華     | 2009年－2012年                    |
| 16   | 洪家殷     | 2012年－2018年                    |
| 17   | 鄭冠宇     | 2018年－2024年                    |
| 18   | 莊永丞     | 2024年－現任                      |

## 學位課程
東吳大學法學院學制課程：
| 中文名稱       | 英文名稱                       | 英文縮寫 | 學制       | 簡介 |
| -------------- | ------------------------------ | -------- | ---------- | --- |
| 學士班         | Bachelor of Laws               | LL.B.    | 五年制     | 大學部為五年制，理論與實務並重；除研習本國法學科之外， 並教授英美基礎法律課程 |
| 碩士班         | Master of Laws                 | LL.M.    | 兩年至四年 | 碩士班特分設公法、刑事法、民事法、 國際法、財經法、財稅法、科技法等7組，分組招生與教學 |
| 法律專業碩士班 | Master of Laws                 | LL.M.    | 三年至五年 | 『法律專業碩士班』（原稱法碩乙組），提供『非法律系學士畢業生』修讀法學碩士學位之學習機會 |
| 碩士在職專班   | Master of Laws                 | LL.M.    | 三年至六年 | 分設法律專業組、公法組、科技法律組、財經法律組、涉外商務談判法律組、中國大陸法律碩士在職專班 |
| 博士班         | Doctor of Philosophy in Law    | Ph.D.    | 四年至七年 | 博士班分4組招生： A組 主修刑事法學 B組 主修民、商法學 C組 主修公法學 D組 主修國際法學或基礎法學 |
| 法學院第二專長 | Law School's Second Speciality |          |            | 總學分數為二十，必修科目民法（三學分）、刑法（三學分）、中華民國憲法（兩學分）作為課程基礎。選修科目包含票據法（二學分）、強制執行法（二學分）、法學緒論（二學分）、行政法（二學分）、國際公法（二學分）及國際私法（二學分）等六門科目，最少需挑兩門科目作為選修學分。學分數累積達到十二學分，即可取得第二專長資格。 |

## 發展現況

### 出版品
1. 東吳法律學報
2. 東吳英文法律學報（Soochow Law Journal)
3. 東吳公法論叢
4. 東吳法研論叢
5. 法律人生涯手冊
6. 原住民法學期刊

### 學生社團
1. 東吳大學法律服務社
2. 東吳大學法治服務播種隊
3. 英文辯論隊（包含傑賽普國際法模擬法庭辯論賽、全國校際國際人道法模擬法庭辯論賽和北京外國語大學知識產權辯論賽）
4. 中文辯論隊
5. 高中生法律營
6. 法律學系學生會

### 研究中心

#### 專長領域研究中心
- 民事法研究中心
- 刑事法研究中心
- 公法研究中心
- 英美法研究中心
- 梁鋆立國際法研究中心
- 財經法研究中心
- 基礎法研究中心
- 科技暨智慧財產權法研究中心
- 中國大陸法律研究中心
- 財稅法研究中心

#### 跨領域研究中心
- 醫事法律研究中心 Center for Health Law
- 邊境管理法制研究中心 Center for Border Laws
- 法律與宗教研究中心 Center for Law and Religion
- 工程法律研究中心 Center of Construction Law
- 民族法研究中心
- 人工智能法制研究中心

#### WTO法律研究中心
東吳大學WTO法律研究中心係於96學年度（2007年）第1學期臨時校務會議（2007年10月17日）通過設立案，正式成為校級研究中心。